# Хлорпромазин
Хлорпромазин (торгові назви — «Аміназин», «Thorazine», «Largactil», «Megaphen» (був єдиним препаратом доступним у Німеччині, але його вилучили з ринку без заміни) — похідне фенотіазину, перший препарат із групи нейролептиків (антипсихотичних препаратів).
Хлорпромазин був синтезований в 1950 році хіміком Полем Шарпантьє в компанії Rhône-Poulenc.

## Властивості
Білий або злегка жовтуватий порошок, розчинний у воді, спирті, хлороформі.
Хлорпромазин діє шляхом оборотної блокади D1-і D2-підтипів дофамінових рецепторів. Хлорпромазин також діє як функціональний інгібітор кислої сфінгомієлінази.
Хлорпромазин введений в організм має здатність знижувати обмін речовин і температуру тіла.
Абсолютна біодоступність при пероральному прийнятті становить 30 відсотків, період напіввиведення становить 30 годин. Відомо понад 75 метаболітів, один активний метаболіт – 7-гідроксихлорпромазин, період напіврозпаду якого становить 24 години.
При окисленні з хлорпромазину утворюється забарвлена сполука. Вміст можна визначити за допомогою хлорної кислоти в льодяній оцтовій кислоті. Потенціометричне вимірювання може бути використано в якості визначення кінцевої точки, а також в якості індикатора кристалічного фіолетового кольору.

## Показання
Внаслідок блокади різних нейромедіаторних рецепторів спектр дії хлорпромазину дуже широкий. Має антипсихотичну, седативну, антидопамінергічну, антиадренергічну, антигістамінну, гангліоблокуючу, антихолінергічну дію. Блокуючи постсинаптичні рецептори дофаміну пособляє контролювати деякі симптоми, такі як галюцинації, марення, слухові галюцинації (коли чуються неіснуючі голоси).
Аміназин належить до так званих нейроплегічних речовин. В психіатрії аміназин використовують для пригнічення нервового збудження при купіруванні симптомів деяких психічних розладів
Аміназин іноді застосовують для купірування епілептичного статусу (при неефективності інших методів лікування). Вводять його для цієї мети внутрішньовенно або внутрішньом'язово. Слід враховувати, що у хворих на епілепсію хлорпромазин може викликати почастішання нападів, проте зазвичай при призначенні одночасно з протисудомними препаратами він посилює дію останніх.
Застосування хлорпромазину у тварин, призначених для виробництва харчових продуктів, загалом заборонено в Європейському Союзі відповідно до Регламенту ЄС про максимальний рівень залишків для харчових продуктів тваринного походження.

## Побічна дія
Хлорпромазин — низькопродуктивний антипсихотичний препарат, який в основному викликає не неврологічні побічні ефекти.
Попри те, що хлорпромазин є препаратом низької дії, існують проблемні побічні ефекти, відомі як екстрапірамідні побічні дії, такі як «стійка пізня дискінезія» (ці симптоми включають мимовільні повторювані ритмічні рухи язика, губ, обличчя та кінцівок і можуть зберігатися навіть після припинення терапії), гостра дистонія, акатизія (відчуття внутрішнього неспокою та нездатність залишатися нерухомим, неспокійна ходьба), паркінсонізм.  До гострої дистонії відносяться: ригідність м’язів або спазмів м’язів голови, шиї та очей, які можуть початися через кілька годин після початку прийняття аміназину. Паркінсоноподібні побічні реакції включають появу тремору, брадикінезію, гіпомімію, ригідність «cogwheel» та човгаючу ходу як, що також пов'язано з антидопамінергічною дією. Вони частіше виникають у немолодих пацієнтів та у жінок. Через численні рецептори, з якими хлорпромазин може зв'язуватися, і, відповідно, різноманітність реакцій, які він може викликати, його зараховують до «брудних ліків». Гепатотоксичність, спричинена хлорпромазином, виникає внаслідок запалення та пошкодження печінки, у разі раннього виявлення якої слід припинити приймання препарату та розпочати симптоматичне лікування. Дослідження показали, що Хлорпромазин також може спричиняти холестатичну жовтяницю через порушення відтоку жовчі. Рідко спостерігається холестатичний гепатоз, який може призвести до смерті. Тардивна дискінезія виникає внаслідок тривалого впливу антипсихотичних препаратів і включає мимовільні, повторювані, аномальні рухи обличчя та кінцівок. Пацієнти мають ризик розвитку злоякісного нейролептичного синдрому (ЗНС). У цьому небезпечному для життя прояві у пацієнта спостерігаються ригідність м’язів «lead-pipe», автономна нестабільність, висока температура, гіперпірексія понад 40 градусів за Цельсієм, підвищення рівня креатинфосфокінази (КФК) у сироватці крові, зміну свідомості, що може прогресувати до коми та смерті, цей потенційно летальний набір симптомів необхідно купірувати негайним припиненням приймання препарату та інтенсивною симптоматичною терапією.
Інші різноманітні побічні ефекти включають: включають зміни в ендокринній секреції; зокрема, спостерігається підвищення рівня пролактину та гормону, що стимулює вироблення меланіну. Також повідомляється про вплив на серцево-судинну систему, наприклад, гіпотонію, тахікардію, аритмію, тромбоз, лейкопенію, агранулоцитоз зустрічається рідко. Неспецифічна антигістамінна дія спричинює появу сонливості у пацієнтів. Хлорпромазин має виражені антихолінергічні ефекти, седативний ефект, він знижує артеріальний тиск (гіпотонія). Впливаючи на тепловий центр, аміназин порушує теплорегуляцію, що викликає гіпотермію при низьких температурах і гіпертермію при високих. Існує дозозалежний ризик виникнення судом при лікуванні хлорпромазином. Пізня дискінезія та акатизія рідше зустрічаються при застосуванні хлорпромазину, ніж при застосуванні галоперидолу. Недавні дослідження виявили, що хлорпромазин не сильно відрізняється від рисперидону або кветіапіну, але пов'язаний з більшою кількістю побічних ефектів. Було виявлено більш сприятливі результати для оланзапіну, коли пацієнт відчував менше побічних ефектів та більше поліпшення загального стану та якості життя, ніж ті, хто отримує хлорпромазин. Хлорпромазин може відкладатися в тканинах очей, якщо приймати його у високих дозах протягом тривалого часу. Крім того, описані порушення менструального циклу та потенції. 
Низка лікарів та науковців, зокрема Альберт Сент-Дьйорді, який описував хлорпромазин в книзі «Біоенергетика», стверджують що аміназин стабільно і по всій видимості на все життя змінює природні процеси в системах мітохондрій нервової системи, та пригнічує ефективність електронтранспортного ланцюга.